# Leptoconops siamensis
Leptoconops siamensis är en tvåvingeart som beskrevs av Carter 1921. Leptoconops siamensis ingår i släktet Leptoconops och familjen svidknott. Inga underarter finns listade i Catalogue of Life.